# Sturla (nome)
Sturla  è un nome proprio di persona norvegese maschile.

## Varianti
- Maschili: Sturle[1]

## Origine e diffusione
Continua un antico nome norreno, tratto da un verbo che significa "disturbare", "confondere". Venne portato da Hvamm-Sturla Þórðarson, capostipite della dinastia degli Sturlungar, la cui storia è parzialmente narrata nella Sturlunga saga.

## Onomastico
Il nome è adespota, cioè non è portato da alcun santo, quindi l'onomastico ricade il 1º novembre ad Ognissanti.

## Persone

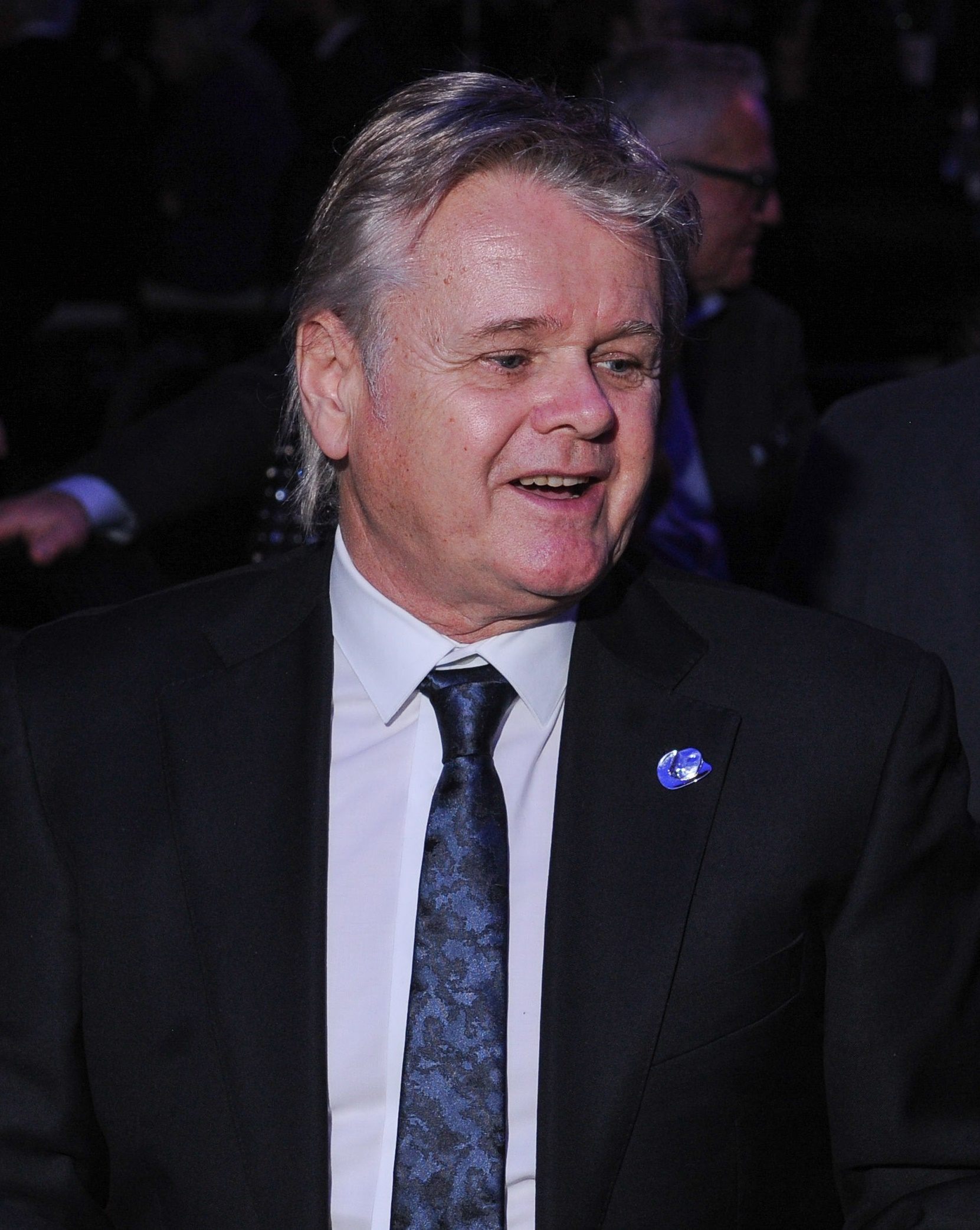
Sturla Gunnarsson

- Sturla Fagerhaug, pilota motociclistico norvegese
- Sturla Gunnarsson, regista cinematografico islandese naturalizzato canadese
- Sturla Sighvatsson, goði islandese
- Sturla Solhaug, calciatore norvegese
- Sturla Voll, allenatore di calcio norvegese
- Sturla Þórðarson, politico, condottiero, storico e scrittore islandese
- Sturla Holm Lægreid, biatleta norvegese

### Variante Sturle
- Sturle Holseter, saltatore con gli sci norvegese